# La reine de Chypre
La reine de Chypre (deutscher Titel: Die Königin von Zypern) ist eine Oper in fünf Akten des französischen Komponisten Fromental Halévy. Das Libretto stammt von Jules-Henri Vernoy de Saint-Georges und basiert auf dem damals populären Caterina-Cornaro-Stoff. Die Uraufführung fand am 22. Dezember 1841 in der Salle Le Peletier der Pariser Oper statt.

## Handlung
In Venedig steht die Hochzeit zwischen Catarina Cornaro, der Tochter des Adligen Andréa Cornaro, mit dem französischen Ritter Gérard de Coucy bevor. Plötzlich taucht Senator Mocénigo auf und verlangt im Namen des Rats der Zehn (der venezianischen Regierung) die Absage der Hochzeit. Stattdessen solle Catarina aus politischen Gründen den König von Zypern heiraten. Sollte der Brautvater dieser Entscheidung nicht zustimmen, müsse Gérard sterben. Andréa erhält eine Stunde Bedenkzeit und gibt schließlich dem Druck der Regierung nach. Zum Entsetzen der Hochzeitsgesellschaft bricht er sein Wort gegenüber Gérard und untersagt die Hochzeit. Damit löst er einen Skandal aus. Auch Catarina wird von Mocénigo unter Druck gesetzt. Zunächst hatte sie noch die Flucht mit Gérard geplant. Mocénigo erklärt ihr, falls sie nicht von Gérard lasse, würde dieser ermordet werden. Er fordert sie auf, ihrem Geliebten zu erklären, dass sie ihn nicht mehr liebe und dass es keine gemeinsame Zukunft geben würde. Catarina, die um das Leben ihres Freundes besorgt ist, gibt nach und gibt ihm gegenüber die geforderte Erklärung ab, worauf für Gérard eine Welt zusammenbricht. Catarina bricht nun nach Zypern auf, wo bereits ein Festmahl zu ihrem Empfang vorbereitet wird. Mocénigo hat von einem Racheplan Gérards erfahren, der heimlich ebenfalls nach Zypern gereist ist. Nun plant der Senator die Ermordung Gérards. Dieser wird aber von einem Unbekannten gerettet. Gérard und der Unbekannte erkennen in Mocénigo, der offenbar die Herrschaft über Zypern anstrebt, einen gemeinsamen Feind. Vor diesem Hintergrund schließen sie ein Bündnis gegen den venezianischen Senator. Gleichzeitig verkünden die Glocken die Ankunft Catarinas in Zypern. Bei den Hochzeitsfeierlichkeiten will Gérard aus Rache und Eifersucht deren Ehemann, den König von Zypern, Jacques de Lusignan, ermorden. Im letzten Moment erkennt er in dem König seinen unbekannten Retter. Der König ist erstaunt über diese Entwicklung. Es gelingt ihm, Gérard vor der aufgebrachten Menschenmenge zu schützen. Stattdessen wird er verhaftet und ins Gefängnis gesteckt, aber nicht wegen versuchten Königsmords hingerichtet. Er wird später freigelassen und tritt in den Johanniterorden ein.
Zwei Jahre später. König Jakob II liegt im Sterben und erklärt seiner Frau, dass er von deren unglücklicher Liebe zu Gérard wisse, und er gibt einer zukünftigen Ehe zwischen den beiden seinen Segen. Da erscheint Gérard, inzwischen als Johanniter, und teilt den Anwesenden mit, die Erkrankung des Königs sei das Resultat eines Giftanschlags der Venezianer unter der Führung von Mocénigo. Dieser wiederum erklärt sich zum zukünftigen König von Zypern. Catarina und Gérard gelingt es aber, die venezianische Machtergreifung auf Zypern zu verhindern. Mocénigo wird verhaftet, und der sterbende König übergibt die Krone an Catarina, die vom Volk begeistert begrüßt wird. Das komplette Happy End kommt aber nicht zustande, da Gérard als Mönch nun seine Geliebte nicht mehr heiraten darf. Er reist unglücklich ab.

Bühnenbilder der Uraufführung von 1841
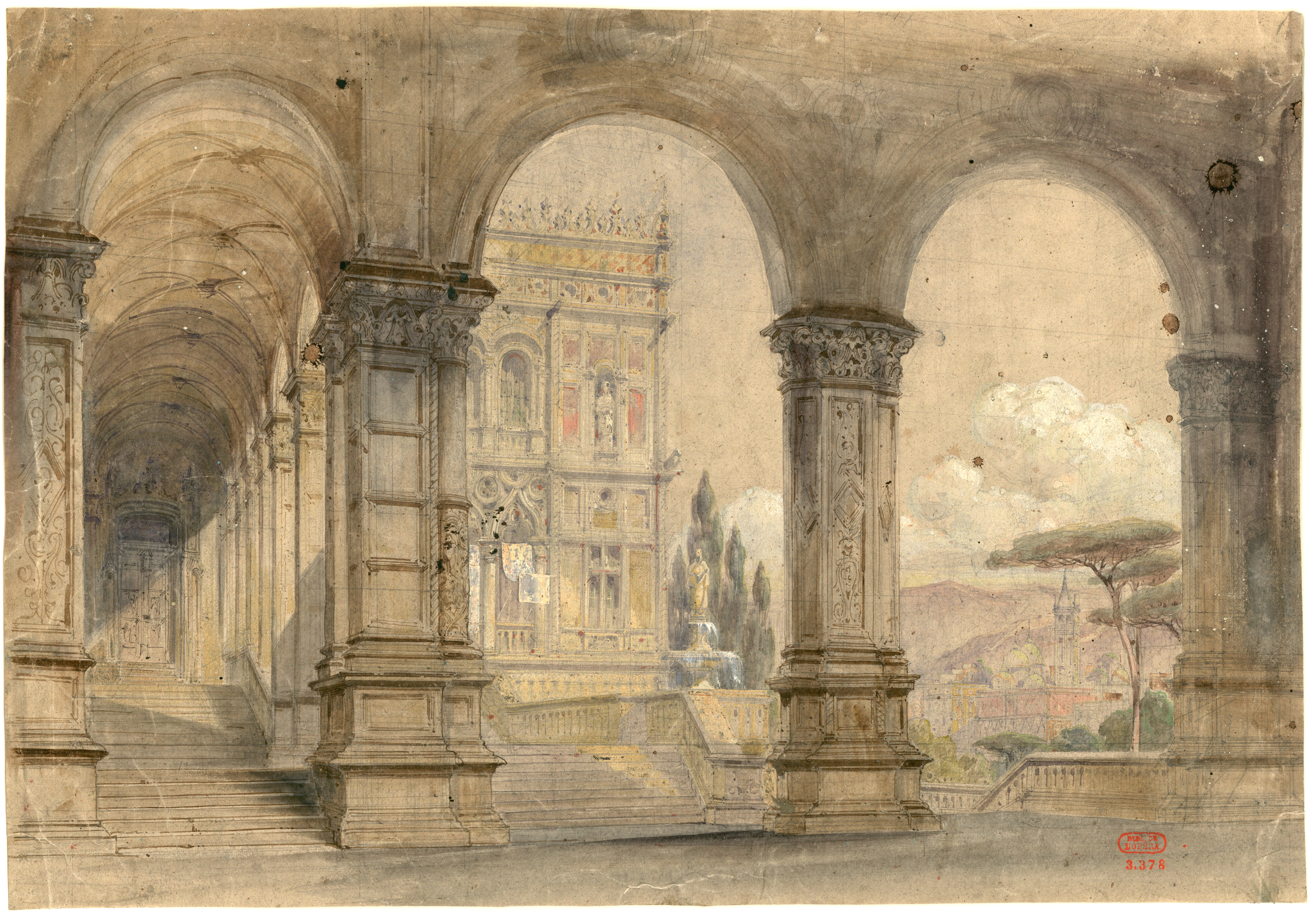
Erster Akt
Dritter Akt
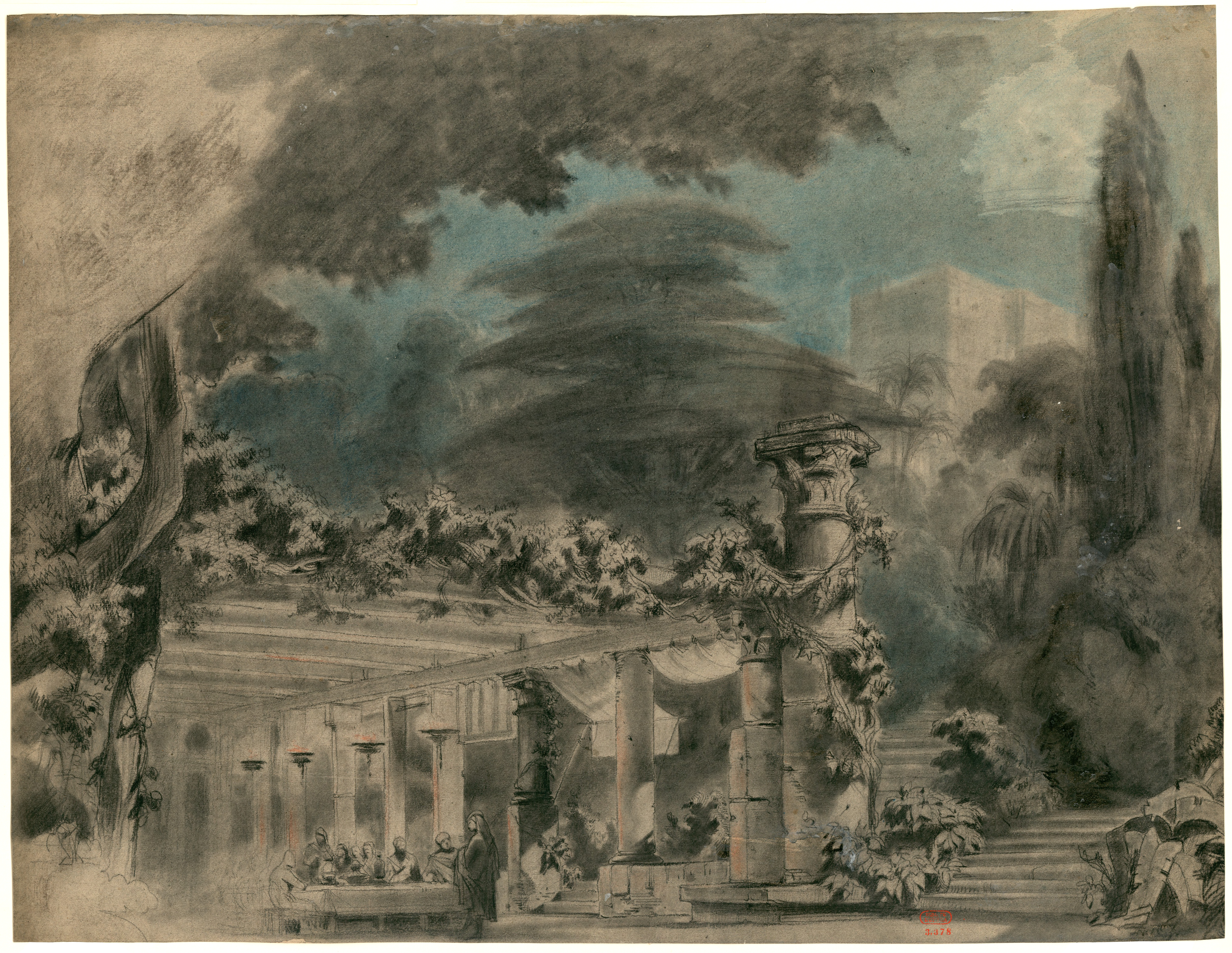
Dritter Akt
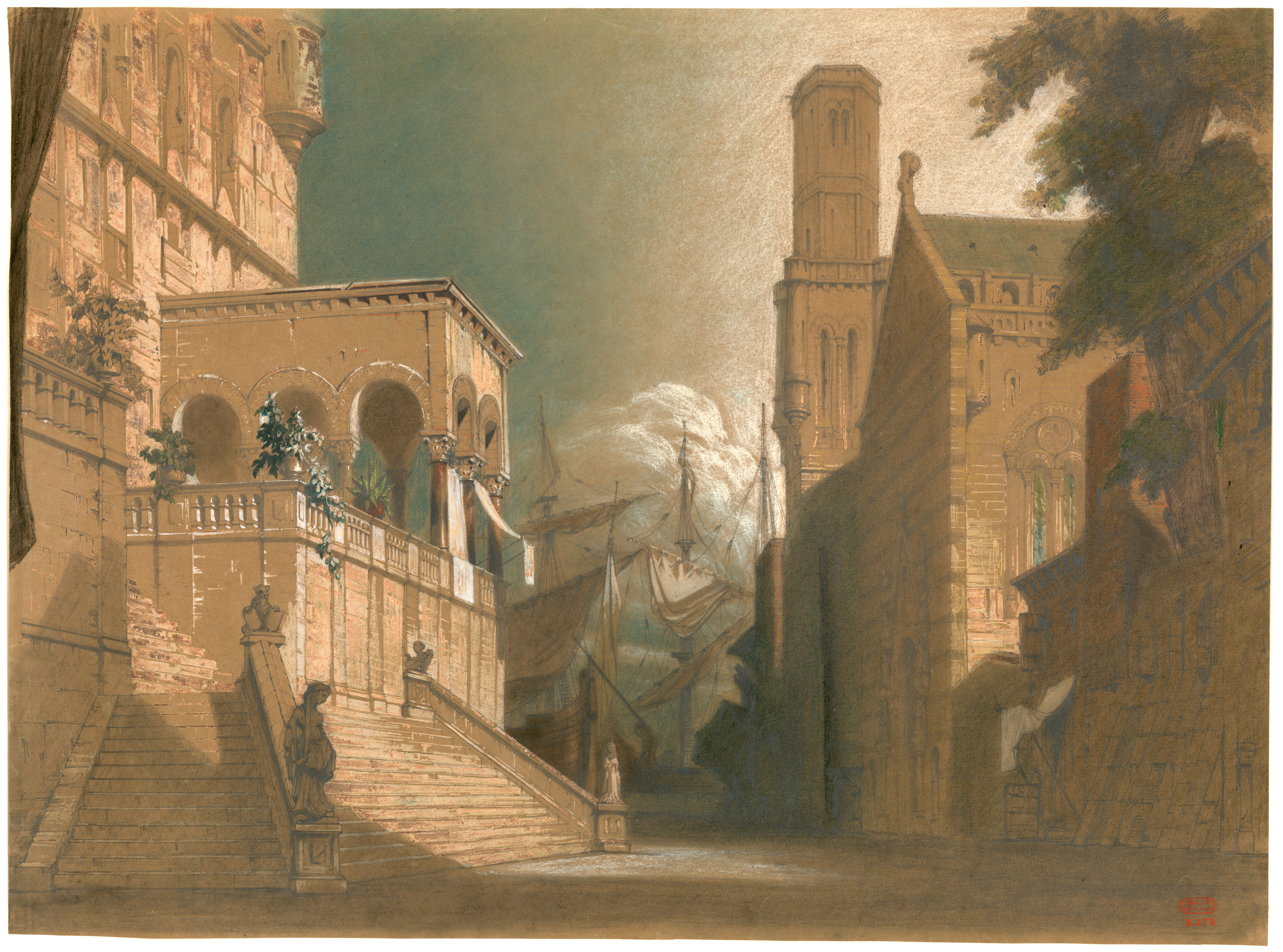
Vierter Akt
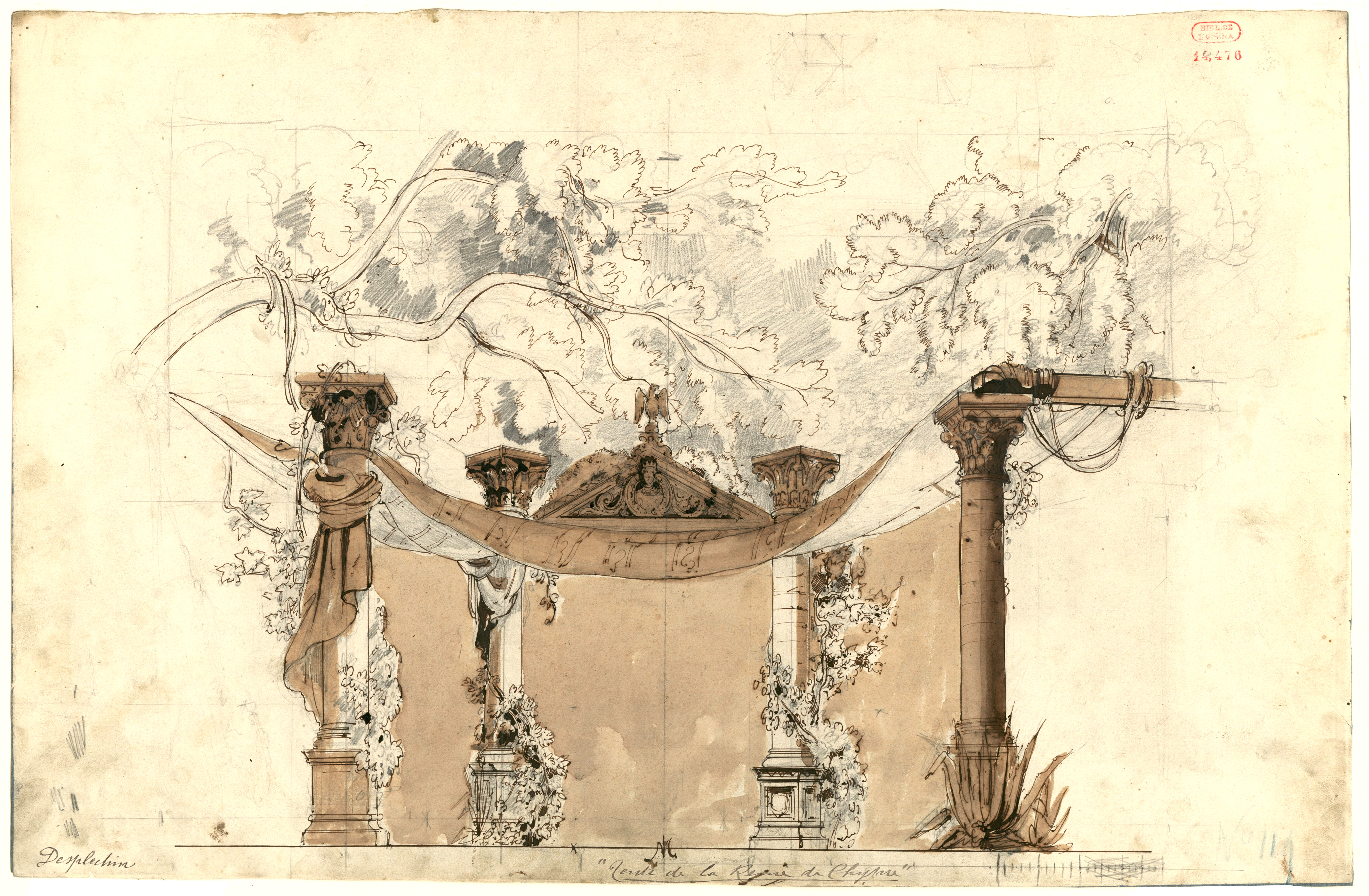
Vierter Akt, Zelt der Königin von Zypern
Fünfter Akt, zweites Bild

## Gestaltung

### Orchester
Die Orchesterbesetzung der Oper umfasst die folgenden Instrumente:
- Holzbläser: Piccoloflöte, zwei Flöten, zwei Oboen, Englischhorn, zwei Klarinetten, drei Fagotte
- Blechbläser: vier Hörner, vier Hörner à pistons, vier Trompeten, drei Posaunen, Ophikleide
- drei Pauken, Schlagzeug: große Trommel, Becken, Triangel, Tambour, Tambour de basque, Glocken
- zwei Harfen
- Streicher
- Bühnenmusik: Piccoloflöte, Flöte, zwei Oboen, kleine Klarinette, vier Klarinetten, zwei Fagotte, vier Hörner, acht Trompeten, Trompete à pistons, drei Posaunen, Posaune à pistons ad lib., Ophikleide, Schlagzeug (große Trommel, Becken, Triangel, Rührtrommel, Glocken, Kanone), Harfe

### Musiknummern
Der Klavierauszug von Richard Wagner enthält die folgenden Musiknummern (die Nummerierung unterscheidet sich in den verschiedenen Ausgaben geringfügig):
Erster Akt
- Ouvertüre
- Rezitativ: „Enfin c’est aujourd’hui“
- Nr. 1. Romanze und Duett
  - Romanze: „Le Ciel est radieux“
  - Duett: „Gérard, mon Gérard“
- Nr. 2. Rezitativ und Terzett
  - Rezitativ: „Salut, noble Gérard“
  - Terzett: „O vous la sage providence“
- Nr. 3. Duett: „Sommes nous seuls ici“
- Nr. 4. Tanzchor: „Joie infinie, douce harmonie“
- Nr. 5. Air de ballet, pas de trois
- Nr. 6. Finale: „L’Autel est préparé“

Zweiter Akt
- Nr. 7. Chor und Arie
  - Chor der Gondolieri: „Aux feux scintillans des étoiles“
  - Arie: „Le gondolier dans sa pauvre Nacelle“
- Nr. 8. Rezitativ und Szene: „Dans ta souffrance, ah! ne m’accuse pas“
- Nr. 9. Duett: „Arbitre de ma vie“

Dritter Akt
- Nr. 10. Chor und Ensemble: „Buvons à chypre“
- Nr. 11. Chor und Couplets
  - Chor der Spieler: „Au jeu mes amis“
  - Couplet: „Tout n’est dans ce bas monde“
- Nr. 12. Tanzchor: „O des banquets joyeux apprêts“
- Nr. 13. Rezitativ und Duett
  - Rezitativ: „Infâmes assassins, misérable, au secours“
  - Finalduett: „Vous qui de la chevalerie“

Vierter Akt
- Nr. 14. Chor: „Le beau jour, la belle fête“
- Nr. 15. Air de ballet, la Cypriote
- Nr. 16. Rezitativ und Chor
  - Rezitativ: „Peuple de Chypre, à l’instant on signale“
  - Chor: „Divine providence“
- Nr. 17. Triumphchor: „Gloire, gloire à la Reine“
- Nr. 18. Szene und Arie: „Le voici donc enfin le jour de la vengeance“
- Nr. 19. Finale: „Qu’ai-je vu, malheureux, c’est lui“

Fünfter Akt
- Nr. 20. A. Rezitativ und Couplet
  - Rezitativ: „Des docteurs de Venise, ô le plus vénéré“
  - Couplet: „Gérard, et c’est lui qui l’appelle“
- Nr. 20. B. Szene und Cavatine
  - Szene: „Catarina – Seigneur que vois-je, vous ici“
  - Cavatine: „A ton noble courage“
- Nr. 21. Duett und Rezitativ
  - Duett: „Quand le devoir sacré qui près du Roi m’appelle“
  - Rezitativ: „Gérard fuyez“
- Nr. 22. Quartett: „En cet instant suprème“
- Nr. 23. Finale: „Nous triomphons, victoire“

## Werkgeschichte
Die Geschichte von Caterina Cornaro, der legendären Königin von Zypern und späteren Renaissance-Fürstin, haben nahezu gleichzeitig mit Fromental Halévy auch andere Komponisten vertont: Gaetano Donizetti (Caterina Cornaro, 1844), Franz Lachner (1842), Michael William Balfe (The Daughter of St Mark, 1844), sowie Giovanni Pacini (La regina di Cipro, 1846). Lachner nutzte dasselbe Libretto wie Halévy, allerdings in einer deutschen Übersetzung von Alois Joseph Büssel.

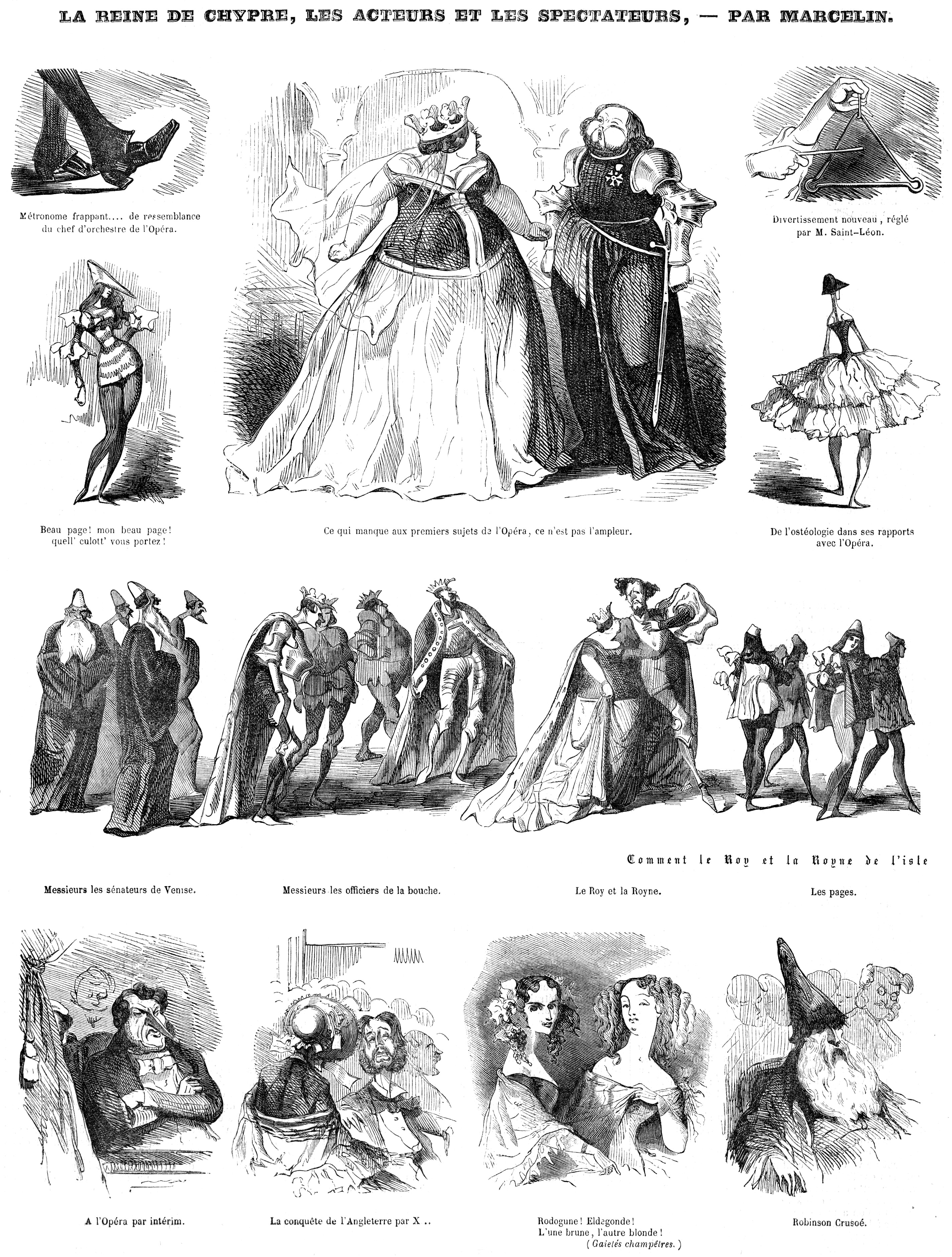
Die Darsteller und die Zuschauer. Karikaturen von Émile Marcelin, 1841

Die Uraufführung fand nach mehrfacher Verschiebung am 22. Dezember 1841 in der Salle Le Peletier der Pariser Oper statt. Der Dirigent war François-Antoine Habeneck. Die Tänze choreografierte Joseph Mazilier. Die Hauptrollen sangen Lucien Bouché (Andréa Cornaro), Jean-Étienne-August Eugène Massol (Gérard de Coucy), Paul Barroilhet (Jacques de Lusignan), Gilbert Duprez (Mocénigo), Pierre-François Wartel (Strozzi), Rosine Stoltz (Catarina Cornaro) und Ferdinand Prévost (Waffenherold). Zu den Tänzern zählten Adèle Dumilâtre, Nathalie Fitzjames, Pauline Leroux, Marius Petipa und August Mabille. Die Bühnenbilder von Charles-Antoine Cambon und Humanité René Philastre und die Kostüme zeichneten sich durch außergewöhnliche Pracht aus.

Darsteller der Uraufführung von 1841
Gilbert Duprez (Mocénigo)
Eugène Massol (Gérard de Coucy)
Paul Barroilhet (Jacques de Lusignan)
Rosine Stoltz (Catarina Cornaro)
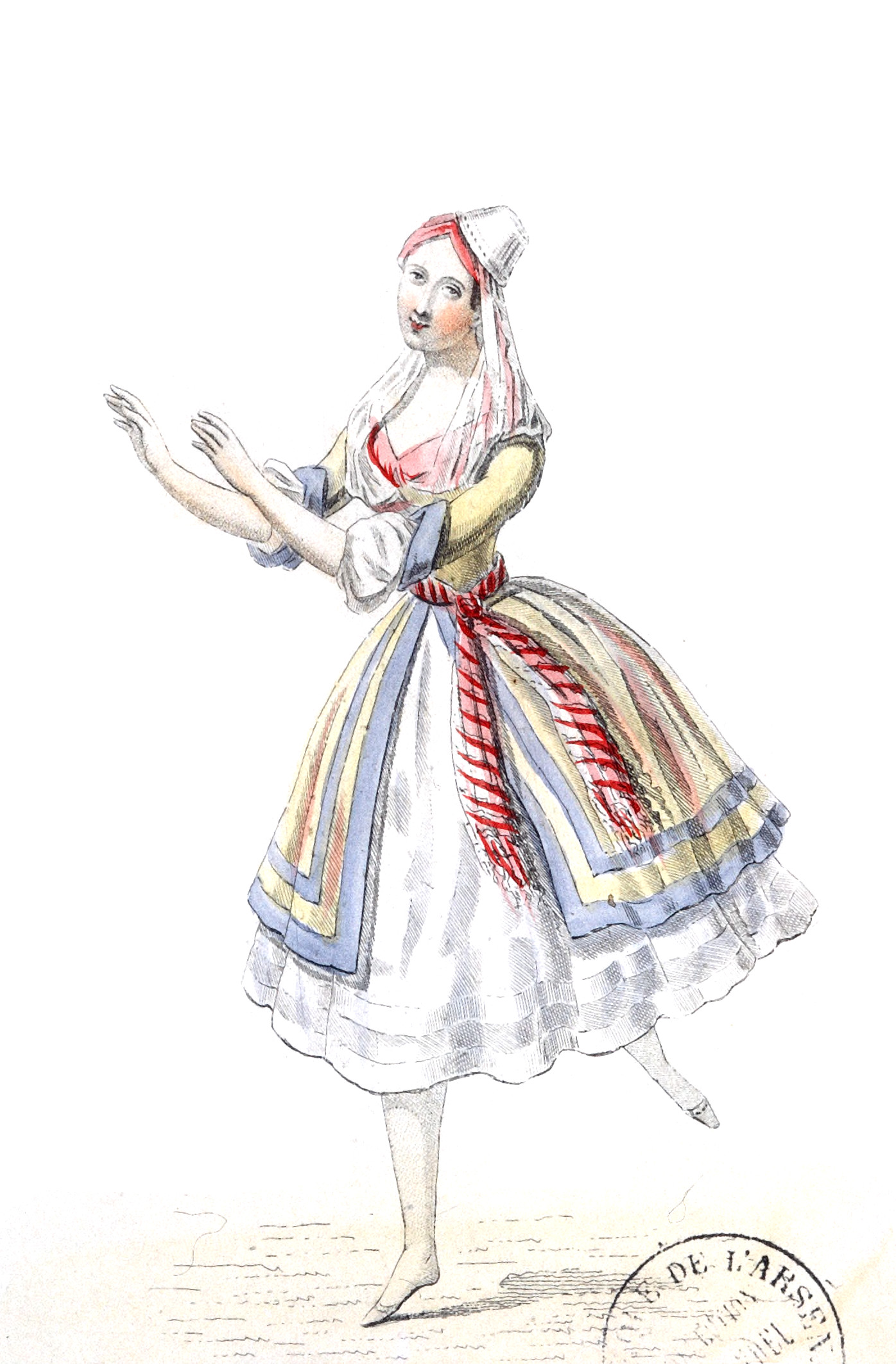
Eine Zypriotin

La reine de Chypre gilt als eines der erfolgreichsten Bühnenwerke des Komponisten nach La Juive. Sie wurde an der Opéra bis 1878 insgesamt 118 Mal gespielt. Der Verleger Maurice Schlesinger soll angeblich 30.000 Francs für die Rechte an der Oper bezahlt haben. Auch Richard Wagner war von der Oper zumindest in Teilen beeindruckt. Mit der Orchestration war er allerdings weniger zufrieden. Wagner erstellte dennoch einen Klavierauszug und schuf die üblichen Arrangements über die Oper (WWV 62E). Es gab aber auch negative Kritiken, die die Oper als todlangweilig bezeichneten.
Alfred Loewenbergs Annals of Opera 1597–1940 nennt die folgenden Produktionen:
- 19. September 1842: Leipzig u. a. (deutsche Übersetzung von Johann Christoph Grünbaum)
- 26. Dezember 1842: Florenz (italienisch)
- 2. Februar 1843: Antwerpen (französisch)
- 21. August 1844: Brüssel (französisch)
- 25. März 1845: New Orleans (französisch)
- 7. Juli 1845: London, Drury Lane (französisch)
- 10. September 1845: New York (französisch)
- 21. Juni 1854: Buenos Aires (französisch)
- 20. Februar 1858: Wien (deutsch)
- 10. Februar 1865: Surabaya (französisch)
- 26. Dezember 1882: Parma (italienische Übersetzung von Angelo Zanardini)

## Aufnahmen
Im Jahr 2017 kam es zu einer CD-Einspielung der Oper. Unter der Leitung von Hervé Niquet spielte das Orchestre de chambre de Paris und es sang der Flämische Radio Chor. Als Solisten wirkten u. a. Véronique Gens (Catarina Cornaro), Cyrille Dubois (Gérard de Coucy), Éric Huchet (Mocénigo), Étienne Dupuis (Jacques de Lusignan), Christophoros Stamboglis (Andréa Cornaro) und Artavazd Sargsyan (Strozzi) mit. Die Doppel-CD gelangte im Mai 2018 in den Handel.

## Digitalisate
- La reine de Chypre: Noten und Audiodateien im International Music Score Library Project
- Richard Wagner: Klavierauszug, Paris 1842. Digitalisat des Münchener Digitalisierungszentrums
- Libretto (französisch), Brüssel 1841. Digitalisat bei Gallica
- Die Königin von Cypern, Gesänge; große Oper in fünf Abtheilungen. Libretto (deutsch), Frankfurt 1843. Digitalisat des Münchener Digitalisierungszentrums. Übersetzung von Johann Christoph Grünbaum